# Лондонская улица (Киев)
Лондонская улица — улица в Соломенском районе города Киева. Пролегает от Чоколовского бульвара до улицы Джохара Дудаева и улицы Ереванской.

## История
Улица появилась и была застроена в 1950-е годы под названием улица Новая. В 1957 году улица получила название Пятихатская. В 1958 году переименована в Питерскую, в честь города Санкт-Петербург.
В 2022 году из-за вторжения России в Украину, улица была переименована в Лондонскую, в честь столицы Великобритании — Лондона.

## Образование
На улице находятся следующие образовательные учреждения:
- Улица Лондонская 5 а — Финансово-правовой колледж КНУ им. Т. Г. Шевченко;
- Улица Лондонская 12 — Управление образования Соломенского района;
- Улица Лондонская 1 — Школа № 149

## Транспорт

### Городская электричка и метрополитен
Недалеко от улицы находится Ж/Д станция Караваевы дачи. Также в 15 минутах езды на общественном транспорте находится станция метро Шулявская.

### Автобус и троллейбус
По улице ездит троллейбус под номерами 17, 19, 21, 22, 42, и автобусы 185, 157-Д, 205, 223, 227, 239, 401, 438, 454, 455, 477, 482, 508, 517, 550, 554 и 565.

## Характеристика улицы
Застройка улицы это в основном пятиэтажки 50-х, 60-х годов 20 столетия.
Протяжённость улицы с запада на восток — 340 метров.
На пресечении улицы Лондонской и Чоколовского бульвара находится сквер имени К. Д. Ушинского.
Улица находится в исторической местности  Первомайский массив

## Галерея
- Виды на улицу Лондонскую.